# Вермикулярний графіт

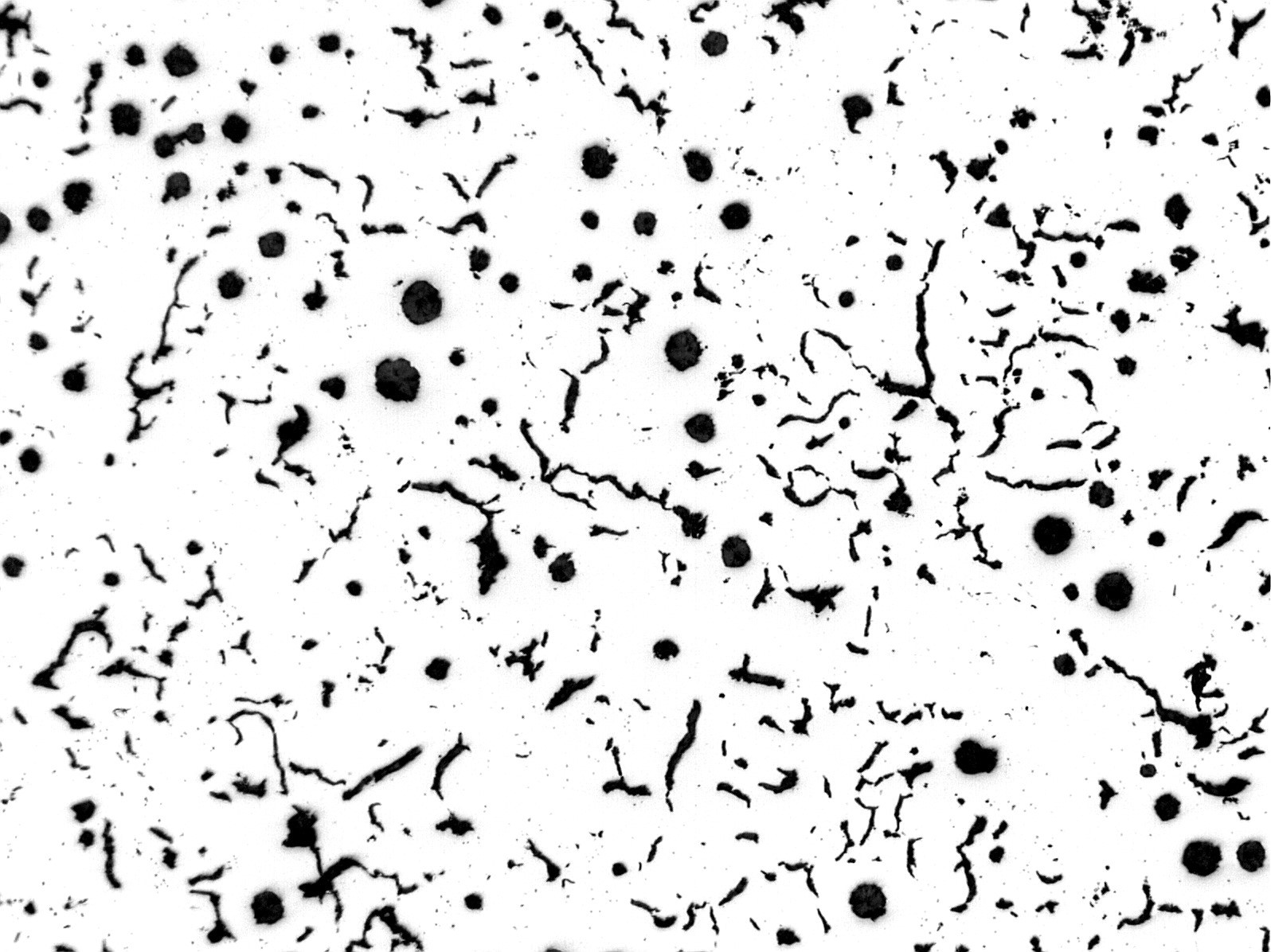
Вермикулярний графіт, частково поєднаний з кулястим графітом із 50-кратним збільшенням

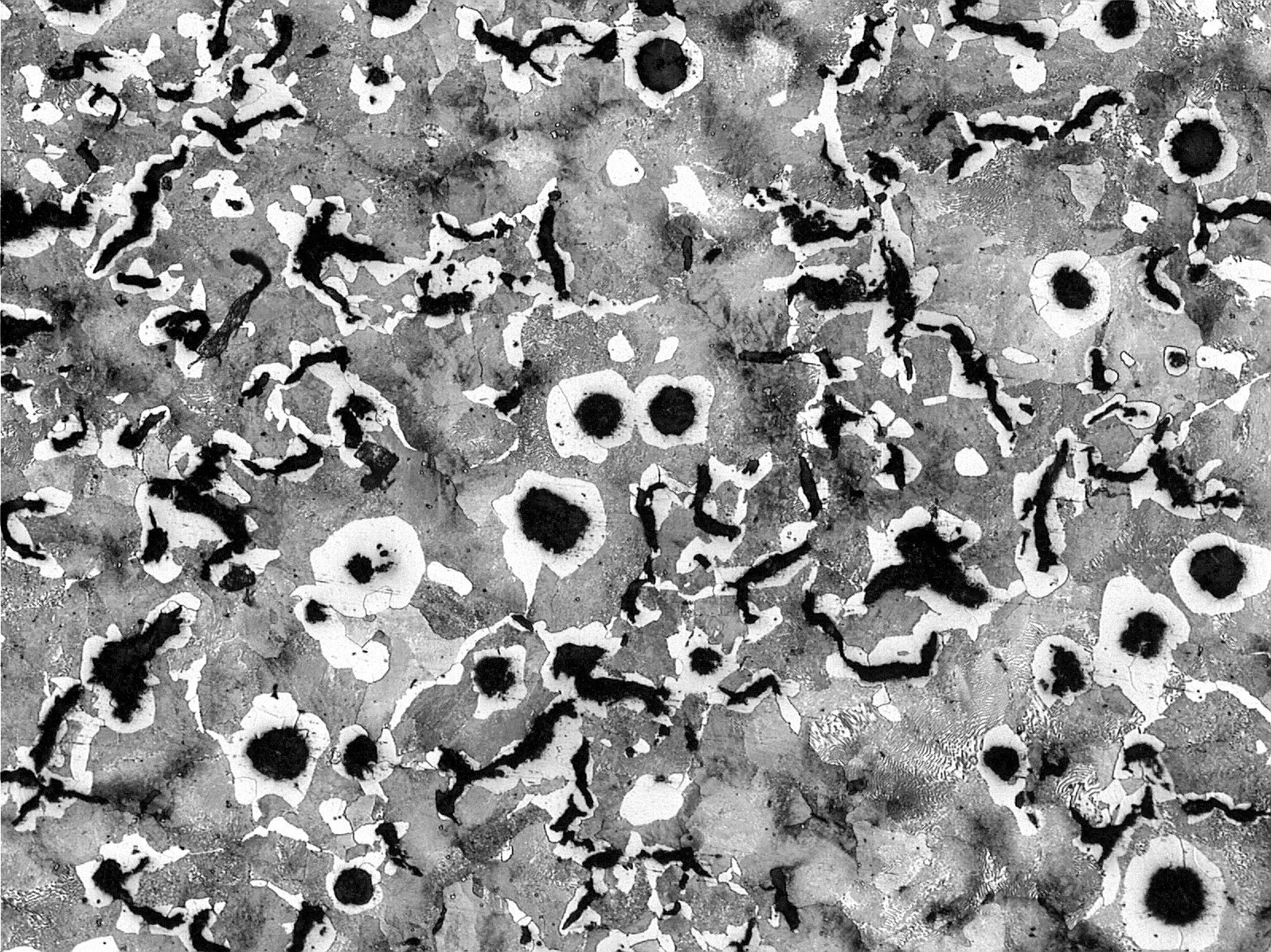
Вермикулярний графіт з кулястим графітом в ферито-перлітній матриці (100:1)

Вермикуля́рний графі́т (лат. vermiculus — черв'ячок) — мікроструктурна складова чавуну, особливий вид графіту з відношенням довжини включень до їх товщини в межах від 2 до 10, який має в площині шліфа червоподібну (гусеницеподібну, личинкоподібну) форму.
Чавун з такою формою графіту носить назву чавуну з вермикулярним графітом (ЧВГ). Вермикулярний графіт має вигляд коротких потовщених пластин із закругленими краями. Чавун з вермикулярним графітом є новим типом чавуну, за ливарними властивостями він близький до сірого чавуну. Використання чавуну з вермикулярним формою графіту як самостійного конструкційного матеріалу було запропоноване в середині 1950-х років, а сама назва «чавун з вермикулярним графітом» вперше зустрічається у Р. Шелленга (R. D. Schelleng).
Червоподібна форма вермикулярного графіту спричиняється обробкою розплаву чавуну активними модифікаторами: Mg, Ca, Ce та ін. і умовами кристалізації. Заокруглена форма вермикулярного графіту у меншій мірі знеміцнює металічну матрицю у порівнянні з пластинчастим графітом сірих чавунів.